# Marksman
Marksman är ett brittiskt luftvärnsvapensystem som kan monteras på ett flertal vanliga stridsvagnschassin.
I Finland togs systemet i bruk år 1991 och kallas därför ItPsv 90 (Ilmatorjuntapanssarivaunu 1990; Luftvärnsstridsvagn 1990).

## Varianter
| Namn                | Beskrivning                                               |
| ------------------- | --------------------------------------------------------- |
| Centurion Marksman  | Marksmantorn på ett Centurionchassi                       |
| Chieftain Marksman  | Marksmantorn på ett Chieftainchassi                       |
| Challenger Marksman | Marksmantorn på ett Challengerchassi                      |
| G6 Marksman         | Marksmantorn på ett G6-chassi                             |
| Leopard 1 Marksman  | Marksmantorn på ett Leopard 1-chassi                      |
| ItPsv 90            | Marksmantorn på ett T-55AM -chassi som används av Finland |
| M48 Marksman        | Marksmantorn på ett M48-chassi                            |
| T-55 Marksman       | Marksmantorn på ett T-55 -chassi                          |
| T-59 Marksman       | Marksmantorn på ett T-59 -chassi                          |
| Vickers Marksman    | Marksmantorn på ett Vickers Mk 3 -chassi                  |